# Extrafetales Gewebe
Der Begriff extrafetales Gewebe bzw. extraembryonales Gewebe ist ein Ausdruck aus der Pränatalmedizin und Pränataldiagnostik während der Schwangerschaft und bezeichnet solche Zellen, die den gleichen Ursprung haben wie der Fötus.
Extrafetales Gewebe entwickelt sich zu Plazenta, Chorion oder Amnion. Extrafetales Gewebe ist in den meisten Fällen genetisch identisch mit dem heranwachsenden Kind und kann zur Diagnostik von Chromosomenbesonderheiten benutzt werden.